# Sony Ericsson W995
Das Sony Ericsson W995 ist ein multimediales Mobiltelefon der schwedisch-japanischen Firma Sony Ericsson, das im zweiten Quartal 2009 auf dem Markt erschien.
Es verfügt über einen 53 × 40 mm großen Bildschirm (320 × 240 Pixel / 262.144 Farben), eine 8,1 Megapixelkamera mit Autofokus, digitalem Zoom und LED-Blitz sowie einen integrierten MP3-Player (Walkman) mit UKW-Radio.
Das Sony Ericsson W995 basiert auf dem Betriebssystem A200, ein proprietäres OS und verfügt über WLAN, HSDPA und HSUPA. Es verfügt weiter über eine GPS-Funktion, Kartenmaterial für die Navi-Funktion wird mitgeliefert. Der telefoninterne Speicher ist 118 Megabyte groß, er wird durch eine mitgelieferte 8-Gigabyte-Memory-Stick-Micro-Speicherkarte ergänzt.
Das Gerät wird durch Manövriertasten unter dem Bildschirm bedient. Zusätzlich verfügt es über eine aufschiebbare Zahlentastatur, Direktwahltasten an den Seiten für den Walkman und die Digitalkamera, Tasten zur Einstellung der Lautstärke und zum Zoomen sowie Knöpfe für das Überspringen, Zurückspulen und Anhalten von Liedern, was eine schnellere Bedienung ermöglicht.

## Technische Daten
- Größe: 97 × 49 × 15 mm
- Gewicht: 115 g
- Betriebssystem: Proprietäres OS
- Netzstandards: GSM 850, 900, 1.800, 1.900 MHz
- SAR-Wert: 1,18 Watt/kg
- Akku-Typ: Lithium-Polymer
- Standbyzeit laut Hersteller: 15 Tage, 10 Stunden
- Sprechzeit laut Hersteller: 9:00 Stunden
- Startzeit: 28 s
- Displaygröße: 53 × 40 mm
- Displayauflösung: 320 × 240 Pixel
- Displayfarben: 262.144 Farben
- Displaybeleuchtung: Transreflektiv
- interner Speicher: 118 MB
- Speicherkarte: 8 GB (auf 16 GB erweiterbar)
- Digitalkamera: 8.1 Megapixel
- Videorecorder: 320 × 240 Pixel (QVGA)
- Audio-Formate: MP3, WAV, eAAC+, WMA, MP4, M4A, 3GP, AMR, MIDI (72), RealAudio 8, XMF
- Dauer MP3-Transfer: 1s
- GPS-Empfänger: Ja
- Kartenmaterial: D-A-CH
- Adressbuch: 1000 Einträge
- Sprachwahl: Ja
- Sprachsteuerung: Ja
- Freisprecheinrichtung: Ja
- Schnittstellen: WLAN, Bluetooth, USB
- HSCSD (max. down/up): 57,6/14,4 kbit/s oder 43,2/28,8 kbit/s
- GPRS (max. down/up): 53,6/13,4 kbit/s oder 40,2/26,8 kbit/s
- UMTS: 7.200/2.000 kbit/s
- WAP Browser: WAP 2.0, xHTML
- E-Mail-Client: Ja
- Push E-Mail: ja (Exchange Active Sync)
- Bewegungssensor